# Зозуля Ольга Федорівна
Ольга Федорівна Зозуля (нар. 15 липня 1983, с. Новий Кокорів, Тернопільська область) — українська художниця.

## Життєпис
Ольга Зозуля народилася 15 липня 1983 року в селі Новому Кокорові, нині Кременецької громади Кременецькому району Тернопільської области України.
Закінчила Тернопільське ПТУ № 3 (2001), факультет образотворчого мистецтва Кременецької обласної гуманітарно-педагогічної академії імені Тараса Шевченка (2017).
Від 2003 проживає в Кременці.

## Творчість
Малюванням захопилася в дитинстві.
Творчу діяльність розпочала 2019 року. Працює в техніці малярства мастихіном. Авторка понад 150 картин.
Персональні виставки в містах Кременці (2020, 2021, 2025), Вишнівці (2021), Почаєві (2021) та Збаражі (2021), Тернополі (2022).
Учасниця Кременецького мистецького гурту «Палітра» (від 2021).

## Нагороди
- переможець телепремії «Гордість Тернопілля» (2022) — у номінації «Художник року».